# Сабунчи
Сабунчи́ (азерб. Sabunçu) — посёлок городского типа в Азербайджане, на Апшеронском полуострове, административный центр Сабунчинского района Бакинской агломерации.

## Название

### Этимология
В топониме «Сабунчи» присутствует тюркский элемент.

### Другие наименования
Ш. Фатуллаев-Фигаров указывает, что первоначальное название села было Шахзаде Эли-кэнди и относилось оно к временам Афшаридов, часть из которых во времена Надир-шаха поселилась здесь.
В «Списке населённых мест Бакинской губернии» за 1870 год, наряду с основным названием Сабунчи, село упоминалось как Армяни-булаги.

## История

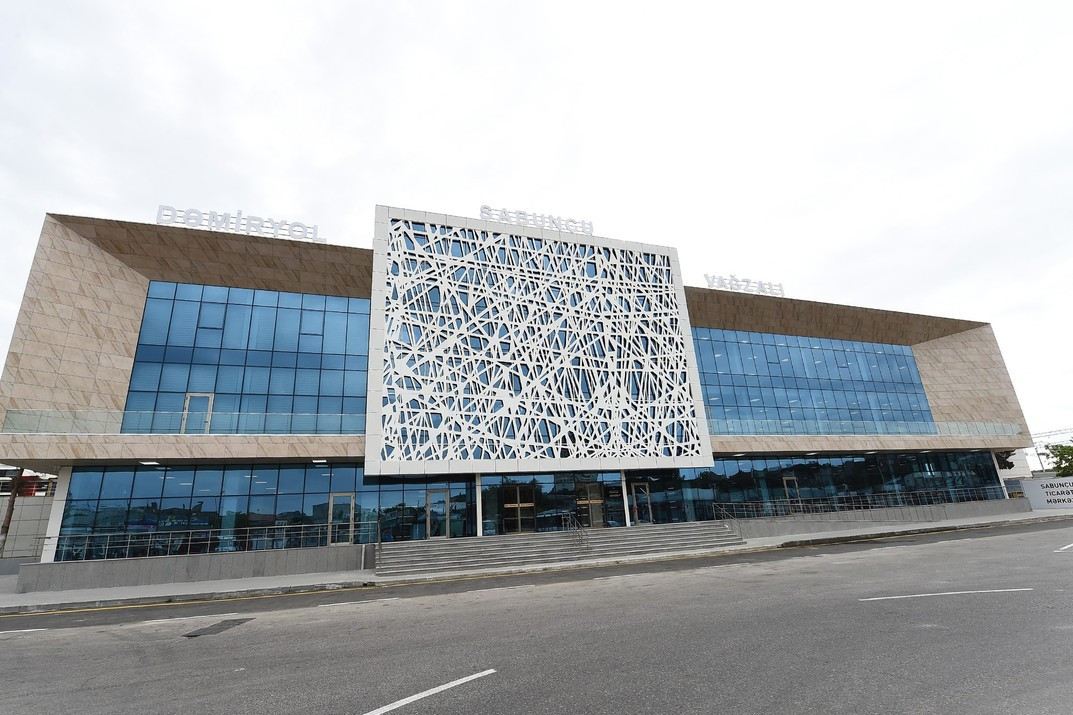
Здание железнодорожного вокзала в Сабунчи

В XVIII веке село Сабунчи, наряду с другим апшеронским селом Забрат, было передано во владение сардару Ашур-беку Афшару, родоначальнику азербайджанского дворянского рода Ашурбековых.
Исторические наименования махалля (кварталов) Сабунчи: Эльдарлылар тайфасы, Шугульдиляр тайфасы, Сейидляр тайфасы.
Ещё в 1825 году село было одним из основных районов нефтедобычи на Апшероне
В 1880 году до Сабунчи из Баку была проведена узколинейная железная дорога длиной 26 километров, изначально предназначавшаяся для транспортировки нефти на городские заводы. В 1900 году в Сабунчи были основаны механические мастерские фирмы «Бенкендорф», которые в советское время были преобразованы в действующий поныне машиностроительный завод «Бакинский рабочий». В 1926 году по линии Баку — Сабунчи был пущен первый в СССР моторвагонный пригородный поезд («электричка»).
В 1904 году в Сабунчах, или как тогда называли это место — в Балаханах (на Балахано-Сабунчино-Романинской нефтепромысловой площади), по проекту губернского архитектора Д. Д. Буйнова была выстроена церковь Преподобного Макария Египетского (уничтожена большевиками в 1933 году). В конце XIX века в Сабунчи имелась также и синагога горских евреев. С 1900 года до 1931 в Сабунчи действовала иранская школа «Тамадон».

## Население
По статистическим данным 1893 года, в Сабунчи жило 814 человек, все — таты.
Национально-конфессиональный состав села до второй половины XIX века оставался однородным, однако бурное развитие нефтяной промышленности привлекало сюда людей разных национальностей и вероисповеданий.
Население составляло 25,7 тыс. жителей в 1975 году и 22,1 тыс. — в 2008.

### Известные уроженцы
В Сабунчи родились Рихард Зорге — советский разведчик и Герой Советского Союза, а также Николай Константинович Байбаков — советский государственный деятель.